# Курайши, Шафика
Шафика Курайши — афганская активистка за права женщин. С 2010 года она была полковником полиции и директором по гендерным вопросам, правам человека и правам ребёнка в Министерстве внутренних дел Афганистана. Она основала и возглавила рабочую группу по Афганской национальной стратегии гендерного найма с целью привлечения 5000 женщин к работе в Министерстве внутренних дел и повышения качества обслуживания женщин министерством внутренних дел Афганистана. Она также работала над дополнительными льготами для работающих женщин, такими как уход за детьми, здравоохранение, уход за беременными, повышение безопасности и обучение навыкам. Ей удалось добиться продвижения по службе для женщин, работающих в Афганской национальной полиции, которых несправедливо обходили стороной в течение многих лет. По состоянию на 2011 год она была самой высокопоставленной женщиной-полицейским Афганистана.
Курайши прерывала свою работу во время правления талибов в Афганистане с середины 1990-х до 2001 года.
В 2010 году она получила Международную женскую награду за отвагу.